# Parafia Trójcy Przenajświętszej i Nowych Męczenników Rosyjskich w Vanves
Parafia Trójcy Przenajświętszej i Nowych Męczenników Rosyjskich – parafia w eparchii chersoneskiej Rosyjskiego Kościoła Prawosławnego działająca od 1931 w Vanves. 
Inicjatorami powstania parafii byli rosyjscy emigranci. Do 1988 parafia nosiła jedynie wezwanie Trójcy Przenajświętszej. Dodanie drugiego członu nazwy wiązało się z rozpoczęciem procesów kanonizacyjnych nowych męczenników – prawosławnych, którzy stracili życie w czasie represji politycznych w ZSRR. 
Początkowo nabożeństwa prawosławne w Vanves odprawiane były w prowizorycznie zaadaptowanym budynku po zajezdni fiakrów. Od 1971 parafia posiada własną cerkiew. 